# Louis Fabry
Pour les articles homonymes, voir Fabry.
Ne doit pas être confondu avec Louis de Fabry.
Louis Fabry est un astronome et mathématicien français né le 20 avril 1862 à  La Ciotat et décédé le 26 janvier 1939 aux Lecques dans le Var.

## Biographie

### Jeunesse et études
Louis Fabry est né en 1862 au sein d'une famille provençale qui compte cinq garçons. Ses frères Charles, Eugène et Auguste sont respectivement physicien, mathématicien et magistrat. Sa mère, Marie Estrangin, est une cousine issue de germaine du père d'Edmond Rostand.
Dès son enfance, il manifeste un goût très vif pour l'astronomie et les mathématiques. Après des études secondaires au Lycée Thiers, il ycée Thiers entre à l'École Polytechnique en 1880 où l'a précédé son frère Eugène et cinq ans avant son frère Charles.
Licencié ès-sciences mathématiques puis ès-sciences physiques, il devient élève de l'école d'astronomie que l'amiral Mouchez vient d'ouvrir à l'observatoire de Paris.

### Parcours professionnel
Il est ensuite envoyé à l'observatoire de Nice et y reste jusqu'en 1890. C'est durant son séjour à Nice qu'il se marie et devient veuf quelques mois après.
De retour dans sa ville natale, il entre à l'observatoire de Marseille où il est promu astronome-adjoint en 1895. Il y reste jusqu'à sa retraite en 1924.

## Travaux
Fabry fit de nombreuses observations méridiennes ou équatoriales. Ses travaux ont également sur les comètes et les petites planètes, qui avaient été depuis plus d'un siècle l'objet de persévérantes recherches à Marseille.
Il fit également des recherches dans le domaine de la physique du globe et de la sismologie.
Il a découvert la comète C/1885 X1 (Fabry) (de).

## Distinctions
Ses travaux lui valurent à quatre reprises des prix de l'Institut et en 1919 l'Académie des sciences lui marque son estime en l'élisant correspondant de sa section d'astronomie.